# Saint-Laurent-de-Trèves
Saint-Laurent-de-Trèves è un ex comune francese, oggi frazione, del dipartimento della Lozère nella regione dell'Occitania. Dal 1º gennaio 2016 si è fuso con il comune di Saint-Julien-d'Arpaon per formare il nuovo comune di Cans-et-Cévennes. Il suo territorio è bagnato dalle acque del fiume Tarnon.

## Società

### Evoluzione demografica
Abitanti censiti